# Mattighofen
Mattighofen is een gemeente in de Oostenrijkse deelstaat Opper-Oostenrijk, gelegen in het district Braunau am Inn (BR). De gemeente heeft ongeveer 5100 inwoners.
De motorfietsfabrikant KTM is hier gevestigd.

## Geografie
Mattighofen heeft een oppervlakte van 5 km². Het ligt in het centrum van het land, ten noorden van het geografisch middelpunt. De gemeente is niet ver verwijderd van de Duitse grens.
Altheim · Aspach · Auerbach · Braunau am Inn · Burgkirchen · Eggelsberg · Feldkirchen bei Mattighofen · Franking · Geretsberg · Gilgenberg am Weilhart · Haigermoos · Handenberg · Helpfau-Uttendorf · Hochburg-Ach · Höhnhart · Jeging · Kirchberg bei Mattighofen · Lengau · Lochen am See · Maria Schmolln · Mattighofen · Mauerkirchen · Mining · Moosbach · Moosdorf · Munderfing · Neukirchen an der Enknach · Ostermiething · Palting · Perwang am Grabensee · Pfaffstätt · Pischelsdorf am Engelbach · Polling im Innkreis · Roßbach · St. Georgen am Fillmannsbach · St. Johann am Walde · St. Pantaleon · St. Peter am Hart · St. Radegund · St. Veit im Innkreis · Schalchen · Schwand im Innkreis · Tarsdorf · Treubach · Überackern · Weng im Innkreis
- Gemeinsame Normdatei: 4100657-4
- MusicBrainz: e5141f76-40ca-45fe-9e20-b72c44474caa
- Nationale Bibliotheek van Tsjechië: ge1124051
- Virtual International Authority File: 235939180
- WorldCat: E39PBJpdKVxdq8PXKhckVBFVG3